# كأس اليونان 1932–33
كأس اليونان 1932–33 (باليونانية: Κύπελλο Ελλάδος ποδοσφαίρου ανδρών 1932-33) هو موسم من كأس اليونان. أقيم خلال الفترة 30 أكتوبر 1932 وحتى 25 مارس 1933، وشارك فيه  19 فريقاً، وفاز فيه إثنيكوس.